# Lidija Bizjak
Pour les articles homonymes, voir Bizjak.
Lidija Bizjak, née le 2 août 1976 à Belgrade, est une pianiste serbe.
Elle commence l'étude du piano à l’âge de six ans, avec le professeur Zlata Males, et finit le Conservatoire de Belgrade à l’âge de 19 ans, nommée « la meilleure étudiante de l’année 1995-1996 ». En 1995, elle entre au Conservatoire national supérieur de musique de Paris, étudiant avec Jacques Rouvier. Elle en obtient le Premier prix de piano en 1998. Elle termine en 2000 le cycle de perfectionnement du Conservatoire de Belgrade et obtient le diplôme de Maître ès Arts avec la note maximale. Elle remporte ensuite de nombreux concours, dont surtout le 6e Prix et le Prix spécial pour la meilleure exécution de l'œuvre imposée au Concours International de Dublin en 2000 ; succès qui lui ont ouvert les portes d'une carrière internationale, la menant dans les principales villes du monde.
Depuis 2002, elle joue souvent en duo avec sa sœur Sanja, de douze ans sa cadette.